# Médanos (Entre Ríos)
Médanos é uma junta de governo da província de Entre Ríos, na Argentina.